# Polana Ogórkowa
Polana Ogórkowa – polana w Paśmie Jaworzyny w Beskidzie Sądeckim. Znajduje się na wschodnich stokach grzbietu, który po wschodniej stronie Makowica odchodzi od głównej grani Pasma Jaworzyny w kierunku północnym do Ostrej. Stoki z Polaną Ogórkową opadają do doliny dopływu potoku Sucha Kamionka.
Jest to niewielka polanka. Dawniej była koszona i wypasana, ale od dawna już nie jest użytkowana i wskutek tego stopniowo zarasta lasem. Jej dolna część już zarosła. Z polanki ograniczone widoki, głównie na dolinę potoku Homerka, grzbiet Wielkiego Gronia i Sokołowskiej Góry.
Górnym obrzeżem polany Ogórkowej prowadzi zielony szlak turystyczny.

## Szlaki turystyczne
zielony:  Nowy Sącz – Żeleźnikowa Mała – Nad Garbem – Polana Wilcze Doły – Ostra – Polana Ogórkowa – Makowica